# CSS Arkansas
Броненосец «Арканзас» (англ. Arkansas) — броненосец флота Конфедеративных Штатов Америки, действовавший на реке Миссисипи в 1862 году. Единственный достроенный броненосец южан на Миссисипи. Являлся одним из наиболее активно действующих броненосцев Конфедерации, неоднократно вступая в бой с кораблями северян. 6 августа 1862 года в бою потерял ход из-за поломки двигателей, был снесен течением на мель, и во избежание захвата был потоплен экипажем.

## История
В августе 1861 года, правительство Конфедерации приняло решение построить несколько небольших броненосцев для обороны реки Миссисипи, являвшейся главной транспортной артерией южан. Конфедератам было известно, что армия федералистов создает собственную речную флотилию в верховьях Миссисипи, для планируемого наступления вниз по реке; подобное наступление представляло смертельную опасность для Конфедерации, чьи внутренние коммуникации в большой степени зависели от Миссисипи и её притоков.
Для обороны реки, южане снарядили несколько канонерских лодок и таранных пароходов. Однако, сведения о постройке северянами бронированных канонерских лодок заставили конфедератов пересмотреть свои планы. Считая обычные канонерские лодки более недостаточными, конфедераты решили подкрепить их постройкой небольших речных броненосцев.
В октябре 1861 года, два однотипных корабля — получившие название «Арканзас» и «Теннесси» были заложены на верфи в Мемфисе. Однако, прежде чем броненосцы были спущены на воду, конфедеративная речная эскадра потерпела катастрофическое поражение в сражении 6 июня 1862 года, и была полностью уничтожена. Поражение так деморализовало конфедератов, что гарнизон Мемфиса сдался без сопротивления; находившийся ещё на стапеле «Теннесси» был сожжен во избежание захвата, однако «Арканзас», уже спущенный на воду, избежал уничтожения. Перед самым падением Мемфиса, недостроенный броненосец был отбуксирован выше по реке Язу и достроен в Язу-сити.

## Конструкция
«Арканзас» имел ряд существенных отличий от других броненосцев конфедератов. Подобно им, он имел низкий надводный борт в носу и корме и бронированный каземат в центре корпуса; однако, стенки каземата «Арканзаса» были почти вертикальными, а не наклонными, как у других кораблей.
Полное водоизмещение броненосца составляло около 800 тонн. Длина его была равна 50 метрам, ширина — 11 метрам, и осадка — 3,5 метрам. Единственная труба выступала над крышей каземата; перед трубой располагалась низкая квадратная наблюдательная рубка, соединенная переговорной трубой с постом рулевого внизу.
Согласно имеющимся данным, «Арканзас» был окрашен в розовый или светло-шоколадный цвет. Из-за этой окраски он получил прозвище «красный таран с Миссисипи» (англ.  Mississippi Red Ram).

### Вооружение
Артиллерия «Арканзаса» размещалась в прямоугольном каземате на главной палубе. Так как боковые стенки каземата не были наклонены, он был достаточно просторен и при небольших размерах корабля позволял разместить до десяти орудий.
Погонное вооружение броненосца состояло из двух 203-мм гладкоствольных орудий Дальгрена, стрелявших через порты в передней стенке каземата. Ретирадное вооружение было представлено двумя 163-мм нарезными орудиями Брукса. Бортовой залп броненосца состоял из одного 229-мм гладкоствольного орудия Дальгрена, одного 163-мм нарезного орудия Брукса и одной 32-фунтовой пушки с каждого борта. Таким образом, вся артиллерия «Арканзаса» состояла из четырёх 163-мм нарезных орудий, двух 229-мм и двух 203-мм гладкоствольных орудий и двух 32-фунтовых пушек.
В качестве вспомогательного вооружения, «Арканзас» также был оснащен чугунным тараном треугольной формы, установленным в его носовой части. Таран весил более 5 тонн, и мог пробить борт любого неприятельского корабля. По иронии судьбы, «Арканзасу» ни разу не довелось воспользоваться своим таранным вооружением.

### Бронирование
Бронирование «Арканзаса» было изготовлено из железнодорожных рельсов, прокатанных в балки толщиной 76 миллиметров. Боковые стенки каземата были защищены одним слоем плит, проложенным горизонтально; в отличие от других броненосцев Конфедерации, боковые стенки каземата не были наклонены внутрь для улучшения снарядостойкости. Передняя и задняя стенка были наклонены внутрь под углом в 35 градусов; они были защищены одним слоем железных плит, проложенных вертикально. Низкий надводный борт броненосца, по проекту, также должен был быть защищен 76-миллиметровыми плитами, однако, из-за острой нехватки металла, большая часть кормы была защищена листами мягкого железа.
В целом, бронирование «Арканзаса» было весьма слабым по меркам времени. Из-за отсутствия рациональных углов наклона брони, характерных для других броненосцев южан, недостатки материала защиты проявились в полной мере; броня его плохо держала попадания даже не слишком тяжелых орудий речных канонерок северян. В определенной степени это оправдывалось сокращением потребности в броневых плитах, так как для защиты прямых стенок их требовалось меньше, чем для наклонных.

### Силовая установка
В отличие от большинства броненосцев южан, «Арканзас» был двухвинтовым, что было связано в первую очередь с повышенными требованиями к маневренности для речного корабля. Он был оснащен двумя паровыми машинами низкого давления, кустарно собранными в мастерских Мемфиса; общая мощность не превышала 900 лошадиных сил. Котлы его из-за сильной спешки при достройке не были достаточно теплоизолированы, и в машинном отделении на ходу царила страшная жара.
В отличие от более крупных броненосцев южан, «Арканзас», видимо, не страдал от нехватки мощности, и развивал ход до 8 узлов. Два независимо вращающихся винта на корме придавали ему хорошую маневренность.

## Служба
Северяне долгое время ничего не знали о существовании «Арканзаса», и, продвигаясь по Миссисипи, установили контроль над всей рекой вплоть до Виксбурга. С севера наступала федеральная армия, поддерживаемая флотилией речных броненосцев; c юга, от захваченного Нового Орлеана, поднимался по реке адмирал Дэвид Фаррагут со своими океанскими кораблями. Виксбург оставался последним пунктом на Миссисипи, контролируемым конфедератами, однако, он был хорошо укреплен и мог выдержать длительную осаду.
К середине июля 1862 года, командование армии северян начало получать сведения о конфедеративном броненосце, снаряжающемся на реке Язу (притоке Миссисипи). Для того, чтобы нейтрализовать эту угрозу, вверх по Язу были направлены речной броненосец «Керонделит», канонерская лодка «Тайлер» и быстроходный таранный пароход «Куин оф Вест». Однако, северяне не знали, что «Арканзас» уже находится на ходу и готов к кампании.

### Прорыв к Виксбургу
15 июля 1862 года, «Арканзас», спускающийся вниз по Язу, встретился с федеральной разведывательной флотилией, застав её врасплох. Не ожидавшие встречи с боеспособным броненосцем, северяне допустили тактическую ошибку, и начали отступать; при этом, сильнейший корабль флотилии, речной броненосец «Керонделит» был поражен попаданием в слабо защищенную корму и вышел из строя. «Арканзас» сделал отчаянную попытку таранить «Керонделит», однако повреждённый федеральный корабль сумел увернуться и выбросился на отмель, куда глубоко сидящий конфедеративный броненосец пройти не мог. Отказавшись от безуспешных попыток добить «Керонделит», «Арканзас» погнался за двумя оставшимися федеральными кораблями; быстроходная «Куин оф Вест» без особого труда оторвалась от тарана, но медлительный «Тайлер» сильно пострадал в бою с броненосцем.
Продолжая преследование отступающих кораблей северян, «Арканзас» приблизился к Виксбургу. Подходы к городу блокировала эскадра Фаррагута; однако, так как северяне не ожидали появления кораблей конфедератов, корабли стояли на якорях, и вода в котлах остыла. Воспользовавшись неподвижностью своих противников, «Арканзас» храбро направился сквозь строй эскадры, прорываясь к Виксбургу. Двигаясь полным ходом, он прошёл вдоль всей эскадры, получив по залпу с каждого корабля; броня его не выдержала ожесточенного обстрела, и была сильно повреждена. Труба «Арканзаса» была разрушена, и один федеральный снаряд, пробив броню, повредил основание трубы, из-за чего дым и пар прорвались внутрь каземата. Котлы и машины корабля южан были повреждены, и давление пара упало в шесть раз, так что корабль едва тащился.
Тем не менее, этот отчаянно храбрый прорыв увенчался успехом; пройдя под огнём федерального флота, «Арканзас» добрался до Виксбурга и укрылся под прикрытием его батарей. Южане встречали его команду как героев. В бою на Язу и во время прорыва, «Арканзас» потерял 12 человек убитыми и 18 раненными из всего экипажа в 230 человек.

### Оборона Виксбурга
Сразу же после прорыва «Арканзаса», Фаррагут, понимая опасность этого броненосца, решил уничтожить его ночной атакой. В ночь с 15 на 16 июля, корабли Фаррагута прошли мимо фортов Виксбурга, обстреливая город и стоявший у причалов «Арканзас». Однако, в темноте артиллеристы не сумели обнаружить броненосец, и тот получил лишь небольшие повреждения. Отремонтированный в Виксбурге, «Арканзас» превратился в постоянную угрозу для федерального флота. Хотя броненосец не рисковал выходить из-под прикрытия береговых батарей южан, тем не менее, потенциальная возможность вылазки вынуждала федеральный флот оставаться под парами постоянно.
Чтобы решить проблему, 22 июля три федеральных корабля — броненосец «Эссекс», таранный пароход «Куин оф Вест» и канонерка «Самтер» — атаковали конфедеративный броненосец в порту. Атака, хотя и храбрая, была плохо скоординирована; вначале «Эссекс» попытался таранить «Арканзас», но промахнулся, и вылетел на мель. Конфедеративные береговые батареи открыли по федеральному кораблю яростный огонь, но броня защитила «Эссекс»; он сумел сняться с мели и отступить.
Затем, таран «Куин оф Вест» бросился на «Арканзас», но также промахнулся и проскочил мимо. Учтя опыт, капитан «Куин оф Вест» развернул пароход, и повторил атаку; на этот раз он сумел таранить «Арканзас», но удар вышел скользящим. После этого, федеральные корабли отступили. Хотя им не удалось уничтожить «Арканзас», тем не менее, один выстрел с «Эссекса» пробил броню корабля конфедератов, убил шесть и ранил двенадцать моряков.
Однако, «Арканзас» не был уничтожен, и по-прежнему представлял угрозу. Понимая это, адмирал Фаррагут настаивал на отступлении; его корабли, сражавшиеся без перерыва уже много месяцев, были сильно изношены и нуждались в ремонте, запасов оставалось мало. Не имея в своем распоряжении десантной армии, Фаррагут не мог взять берега Миссисипи под свой контроль, и мог лишь блокировать коммуникации конфедератов по реке. В подобной ситуации, усугубляемой угрозой конфедеративного броненосца, держать морской флот под Виксбургом было сочтено слишком опасным; 24 июля Фаррагут отступил в Новый Орлеан.

### Битва за Батон-Руж
После отступления Фаррагута, командир «Арканзаса», капитан Браун получил четырёхдневный отпуск чтобы повидать родных. Уезжая, он запретил приводить «Арканзас» в движение, так как повреждённые машины корабля работали ненадежно и нуждались в капитальном ремонте.
Но, после отбытия Брауна, командующий конфедеративной армией в Виксбурге, генерал Ван Дорн распорядился перевести броненосец в Батон-Руж, где «Арканзас» должен был поддержать планируемое наступление конфедератов. Принявший командование броненосцем лейтенант Стивенс возражал, ссылаясь на приказы от Брауна, и обратился за консультацией к некоему «высокопоставленному военно-морскому офицеру». Этим офицером оказался Уильям Линч, который предпочел воздержаться от участия в межведомственном конфликте; не имея поддержки флотского командования, Стивенс был вынужден подчиниться.
В начале августа, «Арканзас» отправился вниз по реке. Переход в Батон-Руж продемонстрировал небезосновательность опасений Брауна; машины броненосца несколько раз выходили из строя, и «Арканзас» терял ход. Все же, он дошёл до цели, и встал на якорь рядом с городом.
Узнав о появлении «Арканзаса», северяне направили против него эскадру во главе с «Эссексом». 6 августа «Эссекс» показался ввиду конфедеративного корабля; «Арканзас» немедленно развел пары и вышел навстречу давнему противнику. Однако, стоило только кораблям сблизиться к сражению, как сбылись опасения Стивенса и Брауна - обе машины «Арканзаса» заклинило почти одновременно.
Потерявший ход, беспомощный броненосец понесло по течению и в итоге приткнуло к берегу. «Эссекс» приближался, стреляя в своего противника. Понимая, что «Арканзас» обречен, лейтенант Стивенс приказал вывести из строя машины, забить стволы орудий, и поджечь оставленный корабль. Горящий «Арканзас» сорвало с мели (при этом лейтенант Стивенс, последним покидавший корабль, был вынужден добираться до берега вплавь), и понесло вниз по течению; около полудня, на виду у всего федерального флота, горящий «Арканзас» пошёл ко дну.

## Оценка проекта
Являясь небольшим речным броненосцем, «Арканзас» был довольно удачным кораблем; он имел хорошие ходовые качества, высокую маневренность и мощное вооружение. По боевым возможностям он превосходил стандартные броненосные канонерки северян типа «Сити», и был вполне сопоставим с более крупными речными броненосцами типа «Бентон» и «Эссекс».
Главным недостатком «Арканзаса» была его неудовлетворительная броня. Толщина и качество материала брони были совершенно неудовлетворительны; помимо этого, бортовая броня «Арканзаса» не имела рационального наклона (в отличие от других броненосцев южан) и оказалась не способна выдерживать попадания тяжелых орудий. Во всех сражениях, в которых участвовал «Арканзас», его тонкая броня приводила к тому, что броненосец получал больше повреждений, чем его оппоненты. Тем не менее, слабость бронирования была характерна и для федеральных речных броненосцев, строившихся в основном для выдерживания огня полевых орудий.
Влияние «Арканзаса» на ход войны было незначительно. Несмотря на свои храбрые действия под Виксбургом, этот броненосец был лишь дополнительным фактором в пользу давно уже запланированного отступления Фаррагута, и был потерян по техническим причинам значительно раньше, чем успел оказать влияние на ход событий. Потеря «Арканзаса» нарушила все планы конфедератов по восстановлению контроля над нижним течением Миссисипи, и не позволила ввести в строй другие броненосцы, строившиеся на Язу.